# Nikołaj Afonin
Nikołaj Nikołajewicz Afonin (ros. Николай Николаевич Афонин, ur. 1951) – rosyjski stoczniowiec, redaktor czasopism naukowo-technicznych i naukowych, autor opracowań poświęconych budownictwu okrętowemu.
Po dziesięciu latach pracy w Stoczni Leningradzkiej imienia A.A. Żdanowa (obecnie OJSC Siewiernaja Wierf) na początku lat 90. brał bezpośredni udział w tworzeniu kolekcji „Gangut” i organizacji wydawnictwa o tej samej nazwie, gdzie do lipca 2003 pełnił funkcję redaktora naczelnego. Od 1993 kieruje działem „Historia budownictwa okrętowego” w naukowo-technicznym czasopiśmie „Budownictwo okrętowe”, a od drugiej połowy 2009 jest redaktorem naczelnym zbioru naukowo-badawczego „Biuletyn budownictwa okrętowego i technologii remontu statków”.
Jest autorem monografii wydanych przez wydawnictwo Gangut „Minonoski rossijskogo fłota” (współautorstwo z W.W. Jarowym), „Okręt flagowy Taszkient”, „Niszczyciel Sokół i sokoły”, „Niszczyciele typu Izjasław”, „Francuskie torpedowce we flocie rosyjskiej”, „Kanonierki typu Siwucz i Grozjaszczij”, „Niszczyciele typu Kasatka i Inżener-mechanik Zwieriew”, „Niszczyciele Port-Arturskie Bojewoj i Liejtienant Burakow”, „Niszczyciele typu „Liejtienant Puszczyn”, „Władywostockie niszczyciele w wojnie rosyjsko-japońskiej 1904-1905”, „Niszczyciele typu Liejtienant Szestakow”, „Niszczyciele typu Diejatelny”, a także dużej liczby artykułów na temat historii krajowej floty i budownictwa okrętowego, opublikowanych w czasopiśmie „Sudostrojenije”, „Morskom istoriczieskom sbornikie”, kolekcji „Gangut” oraz w takich wydawnictwach jak „Morskaja kollekcija” i „Korabli i srażenija”. Ponadto pod jego redakcją generalną ukazało się kilka numerów serii Stapiel, przygotowanych przez wydawnictwo i dom handlowy LeKo w Petersburgu.